# Hutton-le-Hole
Hutton-le-Hole is een klein dorp en civil parish in het bestuurlijke gebied Ryedale, in het Engelse graafschap North Yorkshire, ongeveer 11 km ten noordwesten van Pickering. Het is een populair pittoresk dorp in het Nationaal park North York Moors. Schapen zwerven naar believen door de straten

## Galerij

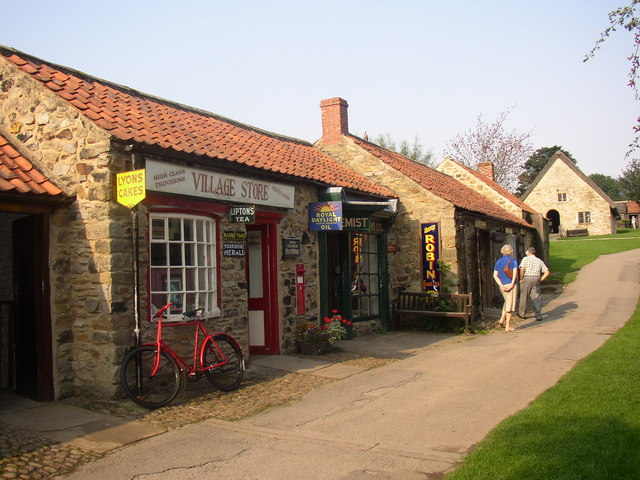
Postkantoor (Ryedale Folk Museum, Hutton-le-Hole)
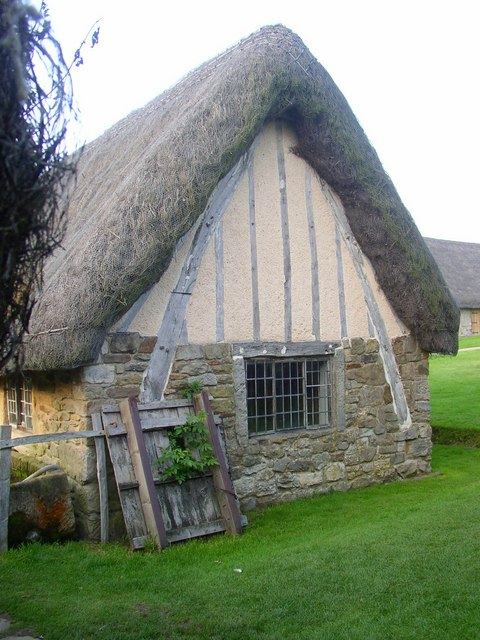
Cruck-frame (Ryedale Folk Museum)
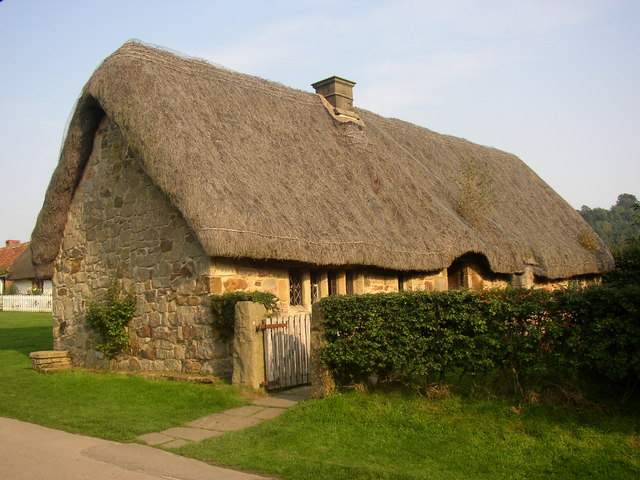
Cottage met Cruck-frame (Ryedale Folk Museum)